# Solsikkesnoren
|  | Sammenskrivningsforslag Artiklen Solsikkesnoren er foreslået føjet ind i Hidden Disabilities Sunflower. (Siden november 2022) Diskutér forslaget |

Solsikkesnoren er et hjælpemiddel til personer, der har et eller flere skjulte handicap(s). Den er en nøglesnor, med en karabinhage for enden, hvor der kan hænge et skilt, hvorpå man kan skrive om sit problem. Det er Hidden Disabilities Sunflower, der står for initiativet.
Den er grøn og har solsikker som motiv. Den er beregnet til at hænge om halsen, hvor den signalerer, at bæreren har et usynligt handicap, der gør, at vedkommende kan have brug for hjælp, eller mere tid. Den kan f.eks. bruges af personer med ADHD, autisme, angst. Den giver dog ikke bæreren ekstra rettigheder. Den kan anvendes overalt for at signalere, at man har et usynligt handicap, men nogle steder har personalet fået oplæring i dens betydning. F.eks. i transportsektoren og til kulturelle begivenheder.

## Historie
Solsikkesnoren blev opfundet i 2016 i et samarbejde mellem Gatwick Airport og diverse engelske patientforeninger. I april 2019 blev London North Eastern Railway det første jernbaneselskab til at anerkende ordningen. I juli 2020 var alle britiske jernbaneselskaber begyndt at bruge ordningen med solsikkesnore som et middel til, at passagerer kunne fortælle personalet, at de muligvis har brug for mere hjælp, og at de muligvis er medicinsk fritaget for at bære mundbind. 
Ordningen bruges blandt andet af lufthavne i USA, herunder Tulsa International Airport.
Under COVID-19-pandemien opstod der bekymring for, at solsikkesnorene blev misbrugt af ikke-handicappede med det formål at undgå at bære mundbind. En sådan brug er blevet kritiseret af Hidden Disabilities Sunflower, som har udtalt, at kun personer, der anser sig selv for at have et skjult handicap (uanset om de er diagnosticeret eller ej) bør bære snoren. 

## Distribution
Solsikkesnore og badges kan fås gratis af virksomheder, der deltager i ordningen (blandt andet apoteker) eller købes direkte fra Hidden Disabilities Sunflower-virksomhedens hjemmeside. Hidden Disabilities Sunflower har kritiseret videresalg af deres produkter til højere priser og salg af forfalskede produkter på hjemmesider, herunder Amazon og eBay.